# Elecciones estatales de Oaxaca de 2013
Las Elecciones estatales de Oaxaca de 2013 se llevaron a cabo el domingo 7 de julio de 2013, y en ellas fueron renovados los titulares de los siguientes cargos de elección popular en el estado mexicano de Oaxaca:
- 153 Ayuntamientos regidos por el sistema de partidos, compuestos por un Presidente Municipal y regidores, electos para un periodo de tres años no reelegibles para el periodo inmediato.

- 42 diputados del Congreso del Estado. 25 electos por mayoría relativa en cada uno de los Distritos Electorales y 17 diputados elegidos por representación proporcional para integrar la LXII Legislatura.

## Resultados

### Congreso del Estado
|  | 32.67 % |

|  | 20.41 % |

|  | 13.69 % |

|  | 7.01 % |

|  | 6.82 % |

|  | 5.08 % |

|  | 3.42 % |

|  | 3.35 % |

|  | 3.13 % |

|  | 4.42 % |

|  | 100 % |

### Ayuntamientos
|  | 32.27 % |

|  | 19.75 % |

|  | 12.13 % |

|  | 9.59 % |

|  | 7.20 % |

|  | 6.80 % |

|  | 4.54 % |

|  | 2.47 % |

|  | 2.40 % |

|  | 97.17 % |

|  | 2.83 % |